# کارخانه قند هفشجان (چهارمحال)
کارخانه قند هفشجان (چهارمحال)، شهرک صنعتی در مجاورت هفشجان از استان چهارمحال و بختیاری است. این واحد صنعتی در روز اول جنگ ایران و عراق در ۳۱شهریور ۱۳۵۹در ساعت ۱۴:۳۰ مورد حمله و بمباران هواپیماهای عراقی قرار گرفت  که توسط رادیو بی‌بی‌سی نیز تأیید شده‌است.

## جمعیت
این شهرک در مجاورت دهستان طاقانک قرار دارد و براساس سرشماری مرکز آمار ایران در سال ۱۳۹۰، جمعیت آن ۲۶۶ نفر (۶۷ خانوار) بوده‌است.

## کارخانه قند
کارخانه قند هفشجان اولین واحد صنعتی استان چهارمحال و بختیاری و تنها واحد صنعتی استان تا پایان دودمان پهلوی است. عملیات اجرایی و احداث ابنیه کارخانه با ظرفیت اسمی روزانه  ۱٬۰۰۰ تن مصرف چغندر قند ، در سال ۱۳۴۸ خورشیدی در زمین‌های ورودی شهر هفشجان با مساحت ۸۸ هکتار و با مشارکت کارشناسان کشور بلژیک (شرکت U.C.M.A.S)   آغاز و در سال ۱۳۵۰ با نام کارخانه قند و شکر کوروش بزرگ به‌طور رسمی آغاز به کار کرد.
پس از پیروزی انقلاب اسلامی، به استناد مصوبه مجمع عمومی، نام آن به شرکت فراورده‌های غذایی و قند چهارمحال تغییر یافت و تا پایان سال ۱۳۷۳ در مالکیت سازمان صنایع ملی ایران بود. در سال ۱۳۷۴ شرکت، همراه دارایی‌های آن توسط بنیاد مستضعفان انقلاب اسلامی  خریداری گردید.
در حال حاضر این مجموعه، مشغول به تولید محصول شکر است و منطقه‌ای مسکونی با جمعیتی در حدود ۳۰۰ نفر در اطرافش اسکان یافته‌است. و در سال ۱۳۹۳ مالکیت کارخانه به بخش خصوصی واگذار گردید.